# Kołodziejewko
Kołodziejewko [pronunciación en polaco: /kɔwɔd͡ʑɛˈjɛfkɔ/] (en alemán: Langenhof) es un pueblo en el distrito administrativo de Gmina Mogilno, dentro del Distrito de Mogilno, Voivodato de Cuyavia y Pomerania, en centro-norte de Polonia. Se encuentra aproximadamente 10 kilómetros al noreste de Mogilno, 45 kilómetros al sur de Bydgoszcz, y 53 kilómetros al sudoeste de Toruń.
El pueblo tiene una población de 100 habitantes.